# Byron Houston
Byron Dwight Houston (Watonga, Oklahoma, 22 de novembre de 1969) és un exjugador de bàsquet nord-americà que va disputar 4 temporades en l'NBA, jugant a Golden State Warriors, Seattle SuperSonics i Sacramento Kings. Amb 1.96 metres d'alçada podia jugar d'aler i també, a causa de la seva corpulència, d'aler pivot. És fill del també exjugador Curtis Perry.

## Carrera esportiva
Houston es va matricular a la Universitat d'Oklahoma State, on va jugar quatre temporades. En els seus quatre anys amb els Cowboys va fer una mitjana de 18,7 punts, 9,4 rebots i 1,6 assistències, finalitzant com el màxim encistellador en la història de la Universitat d'Oklahoma State, arribant a ser conegut com el "nou Barkley". Houston va ser triat en el lloc 27 del Draft de l'NBA del 1992 pels Chicago Bulls. No obstant això, va ser traspassat a Golden State Warriors, on va passar les seves primeres dues temporades a la lliga. En les temporades 1994-95 i 1995-96 va passar per Seattle SuperSonics i Sacramento Kings sense gaire protagonisme.
Houston va marxar a Espanya i va provar fortuna en el Bàsquet Lleó, on va recuperar el seu millor nivell amb 14.8 punts i 7.2 rebots. Houston va estar a punt de liderar els lleonesos a una final de Copa del Rei que haguessin jugat a casa, però el Joventut es va dur aquell partit. Després va passar per Filipines amb el Pasig City Pop Cola, per la CBA amb el Quad City Thunder, i per Puerto Rico i Rússia, abans de signar amb el Prokom Trefl Sopot polonès. A Polònia va tornar a recuperar sensacions amb 17.7 punts i 10.6 rebots en la temporada 1998-99. La NBA no va cedir als seus jugadors i va ser seleccionat pel seu país per al Torneig de les Amèriques, on es va portar l'or, i als Jocs Panamericans, que van acabar en plata (derrota davant Brasil a la final).
L'any 2000 va tornar a l'ACB de la mà del Pintures Bruguer Badalona. Va jugar 12 partits i va deixar el club per problemes personals en el mes de desembre. Després va jugar un parell de temporades a la International Basket League amb els Sant Louis Swarn. A partir de llavors totes les notícies publicades sobre ell estan relacionades amb diversos escàndols per exhibicionisme, pels quals va ser condemnat al seu país.